# Régimen político de las comunas urbanas de la Italia medieval
El régimen político de las comunas urbanas de la Italia medieval se refiere a la organización institucional de las comunas medievales en las ciudades-estado italianas.

## Origen
Durante el siglo IX se va a producir la decadencia de las ciudades, ya que en una época de inseguridad, con los mares y costas asolados por los sarracenos, el gran comercio prácticamente desapareció y con ello los grandes mercados. Frente a este panorama, Venecia, vinculada al imperio bizantino, mantuvo un comercio activo con el Imperio bizantino y con los árabes, en disputa con los piratas eslavos narentinos. Este movimiento contagió a las ciudades italianas vecinas a través del río Po con el beneplácito de los emperadores carolingios. Así, al comercio de productos agrícolas se les irían sumando los industriales, de modo que en el norte de Italia hubo una mayor circulación monetaria y comercial respecto al resto de Europa occidental; y además, desde el sur de Italia, Amalfi y Nápoles (aliadas por motivos comerciales con los sarracenos), propagaron su actividad comercial al norte. En este contexto, es en Lombardía donde confluía todo el movimiento comercial del Mediterráneo, al este por Venecia y al oeste por Pisa y Génova; y desde Lombardía, gracias a la fertilidad de su suelo y al resurgimiento de la manufactura industrial, el movimiento comercial se expandió hacia el sur, a Toscana, y hacia el norte, siguiendo el curso de los ríos Ródano, Rin y Danubio. Estas particularidades económicas provocaron que al contrario que en el núcleo del Imperio carolingio, donde los terratenientes al perder sus salidas comerciales tendieron a autoabastecerse permaneciendo solamente pequeños mercados locales, la nobleza italiana no adquirió todavía carácter rural al no residir en sus campos, asolados por las razzias sarracenas, sino que se permaneció en las ciudades (civitas) obteniendo beneficio de sus bienes raíces. Sería ya en el inicio del siglo XI, cuando Génova y Pisa comenzaron la ofensiva frente a los musulmanes, arrebatándoles progresivamente las bases que les habían permitido cerrar el Mediterráneo al comercio: Cerdeña (1022), Córcega (1091) y la conquista normanda de Sicilia (1058-1090); de este modo, pudieron abrir su influencia hacia Oriente con el inicio de las Cruzadas. 
La expansión del comercio en Italia involucró no solo a los judíos sino a mendigos emprendedores, como San Goderico de Finchale, que portaban mercancías de un lugar a otro obteniendo beneficios, los cuales no se atesoraron sino que se invertían nuevamente, extendiendo así el comercio. En la inseguridad de los caminos los mercaderes no viajaban solos, de este asociacionismo surgirían en el siglo XI, las sociedades comerciales en las que varios socios aportaban capital para desarrollar el negocio como la commenda y la compagnia; de la estabilidad y asentamiento de las mismas daría lugar a la banca en el siglo XIII. La misma nobleza territorial protegía a los mercaderes asegurándose así beneficios por los peajes, y especialmente otorgando privilegios de feria y mercado, e incluso, en Italia, las familias aristocráticas intervinieron como prestamistas en las operaciones comerciales.
Estos mercaderes se establecieron en los aledaños de las ciudades, formando un barrio a extramuros (forisburgus), en un suburbio construido por motivos económicos. En Italia, el desarrollo urbano vino favorecido por la seguridad de la civitas, que de suyo poseía una muralla (si no la tenía, dejaba de ser civitas pasando a ser vicus); y también vino favorecido porque en virtud del edicto de Rotario de 643, la acción delictiva perpetrada dentro de la ciudad era más grave que si era producida en el campo. Desde la segunda mitad del siglo IX se difundieron los forisburgos, y así se atrajo a más población (como artesanos especializados, panaderos, carniceros, porteadores) y se desarrolló la industria (textil, metalúrgica), a los que se añadían mercaderes ambulantes y estables (incluyendo a cambistas y prestamistas). De la defensa de los nuevos emplazamientos a extramuros (forisburgus) se encargaron los propios habitantes. A la larga, el primitivo núcleo feudal de las ciudades perdieron su sentido y tiraron sus muros, ampliándose el recinto urbano amurallado. De este modo, con la reactivación del comercio comenzaron a aparecer suburbios urbanos dedicados al comercio donde se establecían artesanos y comerciantes, y por conveniencia los mercaderes, puesto que los mercaderes llegaron a ser también propietarios de tierras y por tanto tenían una preeminencia dentro de la sociedad urbana. Así, su riqueza y sus tierras les hicieron introducirse en la aristocracia feudal.
Desde época postcarolingia, los obispos habían asumido no solo funciones religiosas, sino también funciones administrativas comitales como delegados reales en la civitas y sus territorios aledaños, en un área que se podía extender unos 10 kilómetros, lo que incluía a la pequeña nobleza. Contra la concepción feudal, los mercaderes, vinculados entre sí por sociedades, se dieron cuenta de que el ejercicio de sus actividades profesionales exigía que los poderes dominantes tradicionales reconocieran no solo las libertades y los privilegios económicos, sino también las franquicias jurídicas y el poder político para su salvaguarda, con lo que procuraron el cambio jurisdiccional y la limitación de la acción episcopal. 
A las reivindicaciones de los mercaderes, se añadieron la miseria de los trabajadores industriales, y el misticismo de los patarinos contra la simonía. Pero como dentro del burgo, los mercaderes constituían el elemento más activo y rico de la población, en tanto como patronos y consumidores de productos, fueron ellos el factor determinante en la formación de una conciencia colectiva entre los habitantes del burgo. En Italia, nunca se había perdido el todo el sentido comunitario y urbano de los habitantes de las ciudades, y de esta forma, los habitantes de una ciudad se unieron para emprender una acción conjunta frente a los teóricos representantes del poder central que afectaban a sus propios intereses. Dado que las mentalidades del clero y de los habitantes de la ciudad diferían mucho entre sí, entonces a lo largo del siglo XI incluso del X, surgieron numerosas rebeliones de las ciudades contra los obispos y los monjes de abadías. Ya en el año 927 está documentado un conflicto entre los habitantes de Cremona y su obispo, y en 991 en Milán.
La formación de una conciencia colectiva urbana precedió a la concesión de privilegios. Estos privilegios hacían referencia a la inviolabilidad de los domicilios, la exclusión del duelo como prueba judicial para los habitantes de los centros urbanos, y la prohibición de someter a los habitantes de la ciudad a una jurisprudencia cuya sede radicase fuera del recinto municipal. Los señores laicos, y sobre todo los reyes, se dieron cuenta de que les interesaba favorecer a los nuevos grupos urbanos, bien para encontrar en ellos apoyo contra sus adversarios o para obtener, mediante imposición de impuestos y tasas, beneficios sustanciales a partir de las actividades económicas a que se dedicaban los ciudadanos. Coincidiendo con un clima de expansión económica con la extracción y la difusión de plata de las minas de Goslar, en el siglo X fueron otorgados los primeros privilegios municipales, el primero de ellos a Génova en el año de 958 por los reyes Berengario II y Adalberto, y en 996 consta otro concedido por el emperador Otón III a Cremona, y otro en 1059 a Savona por el rey de Romanos Enrique IV, así como los concedidos a 1081 a Lucca y Pisa. Pero además, los señores laicos también se involucró en los beneficios del comercio, debido a la fragmentación de las propiedades por los repartos de herencias pro cuota y la reducción de ingresos por sus bienes raíces. Pero pese a los beneficios del comercio, aún la riqueza procedía preferentemente de la tierra.

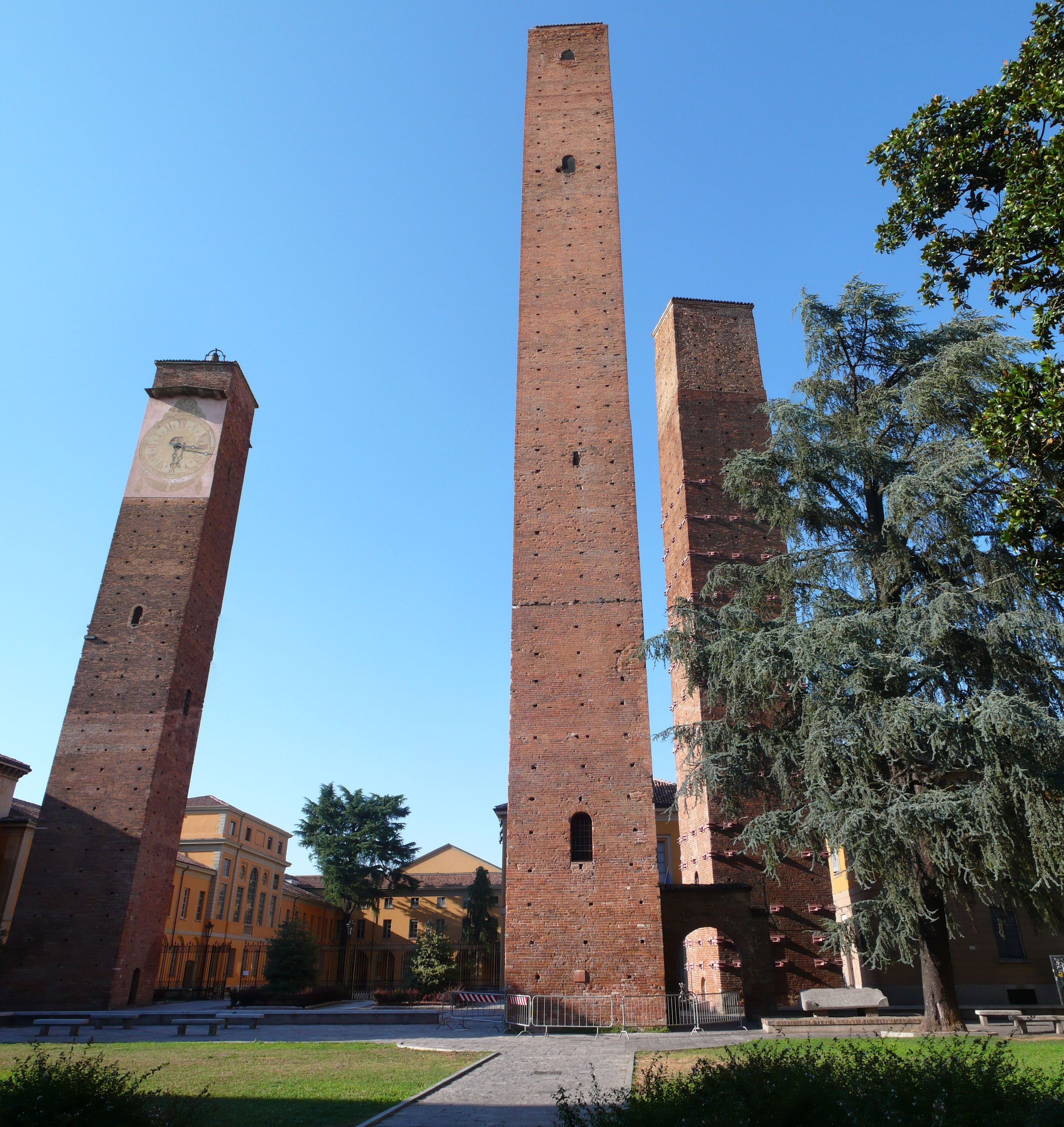
Las tres torres de Pavía.

Los estamentos dominantes no opusieron un frente unido a tales pretensiones del burgo. Las diferencias de intereses y de fines entre la aristocracia y el clero, diferencias que se ampliaron con la reforma gregoriana contra la simonía y la injerencia de los laicos en el orden eclesiástico, permitieron a los burgueses beneficiarse de estas rivalidades. De esta forma, en las ciudades en las que el obispo ostentaba el poder político, la pequeña nobleza de los alrededores, se alió con los nuevos ciudadanos para sacudirse de la autoridad episcopal y arrancar concesiones al obispo.
Pero como no todos los obispos tenían facultades comitales, el origen de la comuna se halla en la dispersión feudal fruto de repartos sucesorios derivados del derecho de sucesión pro cuota (more longobardico). En la revuelta de Milán de 1035, la pequeña nobleza de los valvasores  se levantó contra sus señores los capitanei, fruto de la cual el emperador Conrado II promulgó el Edictum de beneficiis o Constitutio de feudis de mayo de 1037, que regulaba las relaciones entre los grandes señores (seniores), y la pequeña nobleza de feudatarios (milites) de los capitanei y valvasores, a los que se les garantizaba la sucesión en el feudo, impidiendo al señor recuperar el feudo lo que permitió convertir los feudos en hereditarios. Conrado II, de esta forma, intentaba reprimir el poder de los obispos y de los capitanei de Milán ganándose la fidelidad de un grupo de subvasallos, que eran los valvasores. Estos, como propietarios con la seguridad de no ser despojados por su señor, se asociaron in consortium dentro de la ciudad, con la burguesía urbana de mercaderes, jueces, notarios y cambistas, para obtener el gobierno urbano, y formar la comuna, libres de la jurisdicción del obispo o de otro funcionario imperial, y nominaron a sus propios representantes, los cónsules, que tomaron progresivamente el control de la ciudad.
Así que los mercaderes y la pequeña nobleza hicieron causa común para sacudirse del poder episcopal o feudal, y obtener no solo privilegios económicos y jurisdiccionales, sino apoderarse del poder urbano, y hacer que el obispo reconociera la comuna como un pacto para el mantenimiento de la paz. Esta comuna era un cuerpo jurídico en sí mismo que separaba los derechos de obispo y el de los burgueses, de modo que desaparecieron las servidumbres personales y territoriales, se sustituyeron los peajes señoriales por impuesto público, o se estableció un derecho urbano con tribunales específicos para los burgueses. La comuna estaba dirigida por cónsules elegidos periódicamente de entre la nobleza territorial (patricios), y estaban apoyados por un consilium (concejo) de ciudadanos de las familias poderosas denominado credenza, pues al fin y al cabo sobre ellos reposaba la prosperidad de la ciudad. 
Lucca poseía ya en el año 1068 una corte de justicia comunal que administraba la ciudad. Milán se había liberado del poder obispal, quizás ya en 1067. Piacenza se vio libre en el 1090. Cremona y Lodi en el año 1095. Pronto se sumarían a la lista Vicenza, Bolonia, Pavía y Génova. Este movimiento se difundió desde Italia a Provenza y el Languedoc; y con la querella de las Investiduras y el conflicto entre güelfos y gibelinos se catalizaría el establecimiento del fenómeno comunal en la Italia medieval.

## El desarrollo comunal en Italia en elsigloXII
Aunque la inoperancia del poder imperial en el reino italiano durante la primera mitad del siglo XII favoreció el desarrollo de las comunas, lo que realmente decidió este desarrollo de la institución comunal, fue la dinámica entre las distintas facciones y sus fluctuantes alianzas.
Las ciudades del reino de Italia, entre 1061 y 1197, estuvieron comprometidas en las querellas de los cismas pontificios y sobre todo, en la lucha entre el papado y el imperio, de modo que a pesar de sufrir graves perjuicios materiales, financieros y humanos, en cambio les favoreció en gran medida la autonomía urbana. Los grandes señoríos que dominaban en Italia al final del siglo XI como el marquesado de Toscana, de Verona, de Ivrea... dieron paso a las comunas urbanas que reorganizaron a su alrededor la vida económica y la vida política. Las comunas urbanas atrajeron en su recinto a los nobles que residían en el campo, y sometieron a su control al hinterland denominado contado, arrebatándoselo a la dominación y exacciones señoriales. Los emperadores alemanes habían acentuado la tendencia emprendida por el rey Berengario de Friul de transferir las funciones administrativas de los condes a los obispos, por lo que la autonomía política comunal no se circunscribiría hasta los muros de la ciudad, sino que también aspiró al control del contado, un territorio con el que existían vínculos socioeconómicos, ya que la ciudad ofrecía un mercado para los productos del contado, y también ofrecía oportunidades laborales a la gente del campo así como garantizaba su seguridad, pero es que además el contado ofrecía oportunidades de inversión para los residentes de la ciudad, y sobre todo, el suministro de alimentos. Las comunas urbanas atrajeron en su recinto a la pequeña nobleza que residía en el contado  puesto que la nobleza rural era demasiado débil individualmente y a la vez demasiado aislada para contener el proceso. Pero por otro lado, se liberaban de la dominación de los grandes magnates, y aspiraban a controlar el gobierno comunal.
No obstante, la estructura de cada comuna variaba de una ciudad a otra, y durante este periodo de expansión comunal, distintas facciones, procedentes tanto de la ciudad como del campo, pugnaron por controlar la comuna, de ahí que la influencia que pudieran tener los mercaderes urbanos o los terratenientes rurales estribaba del tamaño de cada grupo en cada comuna, allí donde un grupo era más reducido buscaba alianzas con otros, aunque estas alianzas fueran extrañas, como en Lucca, donde tanto el obispo como la comuna tenían una preocupación común acerca de las pretensiones de la abadía de Fucecchio a causa de sus vínculos con Pisa, o como en Brescia, donde a comienzos del siglo XIII, una facción de magnates atrajo apoyos de herejes. Sin embargo, aunque varias facciones pudieran entenderse, debían afrontar no solo a sus enemigos comunes, sino además la fragilidad de la coalición. En este sentido, para evitar el domino de un grupo, las comunas emplearon sistemas para limitar el mandato de las instituciones y posibilitar cambios en el gobierno.

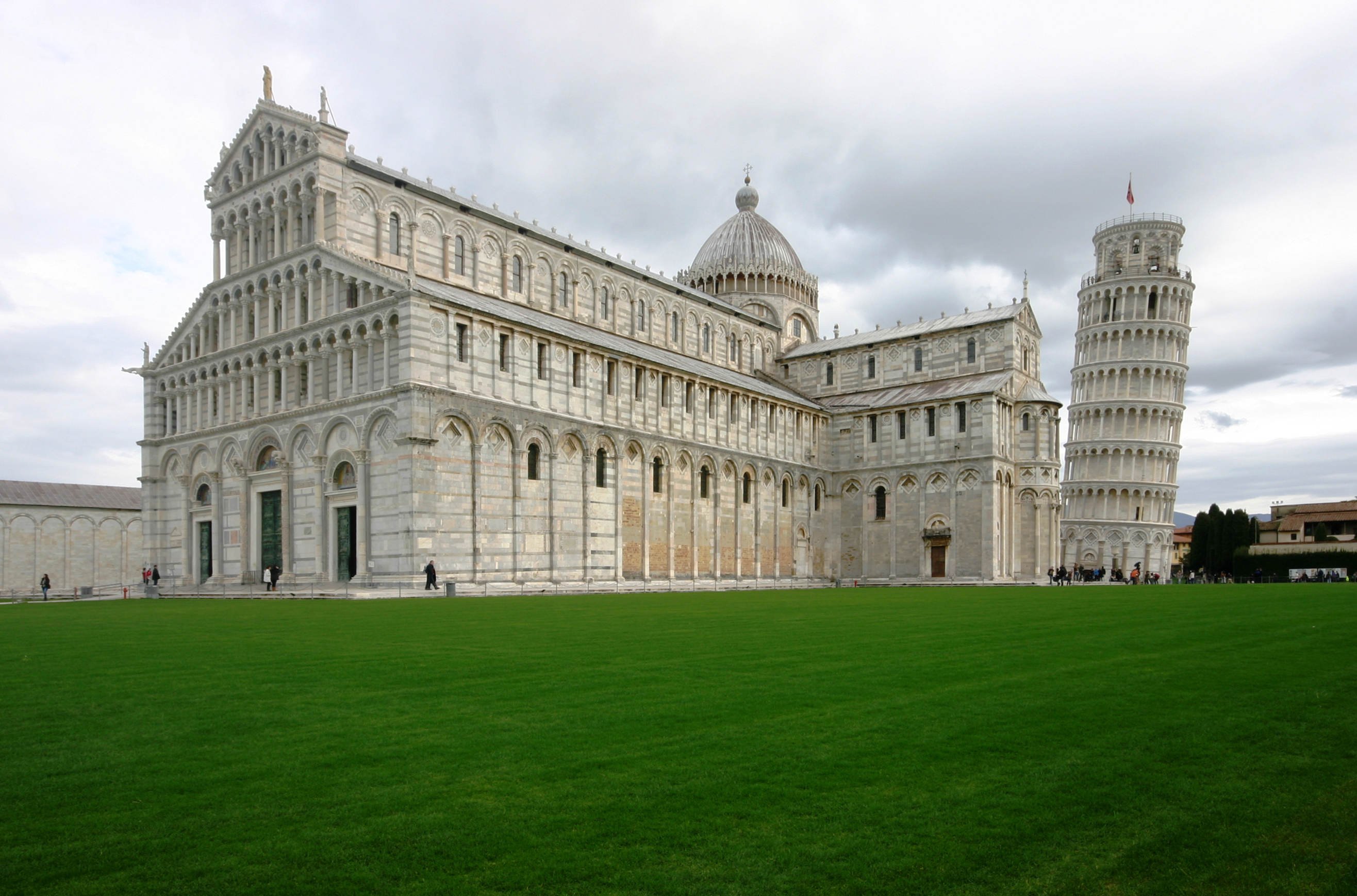
Catedral de Pisa.

En la primera mitad del siglo XII, Pisa fue la primera potencia del Mediterráneo occidental. En 1114 los pisanos saquearon Mallorca e Ibiza y se instalaron en Córcega; y en 1155 el emperador Federico I (1152-1190) le concedió un privilegio de acuñar dineros, dada la cercanía con las minas de Montieri, y que reemplazaron a los denari de Lucca como moneda toscana; y además, tenía una situación preponderante en Oriente. Su gobierno estaba en manos de los nobles y de los armadores. Pero Génova, en el curso del siglo XII, aunque afectada por luchas entre facciones, entabló una competencia iniciada en el siglo XI por el dominio sobre Córcega y Cerdeña, y se propuso superar a Pisa obteniendo barrios en ciudades de Oriente, además era la principal constructora y armadora de los barcos que transportaban cruzados y peregrinos a Tierra Santa, y en 1191, el emperador Enrique VI (1190-1197) le reconoció el dominio de la costa ligur. Al margen de Pisa y Génova, las demás ciudades tuvieron éxitos más modestos, como la ciudad imperial de Lucca, centro del marquesado de Toscana, que se estancó al no alcanzar el mar; Florencia inició lentamente su despegue, y en 1183 su comuna fue formalmente admitida por el emperador Federico I; o el marquesado de Espoleto, donde la situación de las comunas se estancó al estar limitadas en su territorio por los Apeninos.
De forma general, cuando las familias nobles tenían castillos con capacidad defensiva, tierras extensas y vasallos numerosos para defenderse por ellos mismos, se vinculaban con el emperador, como hicieron los marqueses de Montferrato de la antigua marca de Ivrea, y no formaron un nuevo entramado feudovasallático que abarcara nuevos territorios, sino que se vincularon a las querellas de los partidos proimperial o antimperial. Pero cuando esas familias nobles tenían castillos de fácil acceso, como en planicies, o cerca de grandes ciudades, y débiles para defenderse por ellos mismos, se vinculaban a la comuna. En la antigua marca de Verona: Verona, Padua, Vicenza, Treviso, Mantua, Ferrara, dada su situación montañosa, la nobleza no había sido sometida a la comuna como los valvasores de las planicies del alto Po, y esta nobleza que se vinculaban voluntariamente a la comuna atraídos por su riqueza, allí aspiraba a obtener el gobierno, como por ejemplo, los Visconti en Milán, los Este en Ferrara, o los Romano en Verona y Vicenza. Las familias nobles permanecían en la ciudad en residencias fortificadas, y con su riqueza y formación militar, podían asumir las magistraturas, y podían llegar al gobierno de la misma comuna alineándola bien con el partido proimperial o bien, con el antimperial.
Las nuevas comunas lombardas trataron de expandirse a costa de las vecinas, Milán sometió Lodi en 1111, y Como en 1128 con ayuda de las comunas lombardas, Cremona sometió Crema en 1099, y Pavía hizo lo mismo sobre Tortona años después, pero cuando Crema trató de sacudirse el poder de Cremona se formaron dos ligas enfrentadas en 1129, una encabezada por Milán en favor de Crema, y otra formada por Pavía, Piacenza, Novara y Brescia como aliadas de Cremona. De esta forma, ya en la primera mitad del siglo XII estaba formado el sistema de alianzas y de enemistades que activaron con las intervenciones imperiales desde la segunda mitad de siglo.
Determinadas ciudades no dudaron en sostener al emperador para imponerse sobre algunas ciudades rivales, y así Pisa se colocó del lado del emperador Federico Barbarroja, apoyó el sitio de Milán en 1158 y aprovechó el apoyo del emperador contra Génova, contra Lucca y contra los normandos; y del mismo modo, Cremona sostuvo también al emperador contra sus rivales Crema y sobre todo Milán, obteniendo privilegios imperiales, también Pavía obtuvo, en 1164, privilegios del Emperador que la independizaba del conde palatino. Y en definitiva, en Lombardía, Pavía apoyaba al emperador junto con Cremona y Novara, frente a Milán y sus aliadas, que eran Tortona, Crema, Bérgamo, Brescia, Piacenza y Parma. En Piamonte, se produce más retrasadamente la extensión del fenómeno comunal con la apropiación de los territorios y derechos feudales señoriales o episcopales en las zonas rurales circundantes, como en el caso Turín, Asti, Vercelli o Novara, por lo que la enemistad entre las ciudades no era tan intensa como en las ciudades lombardas; y aunque en Piamonte las zonas feudales estaban dispersas, estas no desaparecieron, y fueron los marqueses de Montferrato los firmes apoyos del gibelinismo expandiendo su territorio.
Las ciudades italianas que apoyaban al partido imperial pasarían a ser las gibelinas, y frente a ellas, las ciudades güelfas, que por enfrentarse a la autoridad imperial, tuvieron la ayuda de los papas. Así frente al poder estático y centralizador de los emperadores, que pretendían extraer los mayores recursos posibles a través de los derechos de reales, regalia, y que imponían a ministeriales alemanes como señores o gobernadores (podestà), cuya falta de habilidad y brutalidad les hacían todavía más hostiles, se opusieron los ideales de autonomía de las ciudades, sus privilegios y sus libertades individuales, lo que favoreció la formación de la Liga lombarda. 
A pesar de que el proyecto del emperador Federico I de restauración imperial en Italia no tuvo duración, la figura del podestà que apareció con ese proyecto sí llegó a ser un factor importante en el norte de Italia. Las luchas internas entre el patriciado que ejercía y el que aspiraba a ejercer el poder en la comuna aumentaron el desorden, y los grupos mercantiles y artesanales, que estaban fuera de los órganos de gobierno, exigieron la constitución de un poder arbitral que asumió el poder supremo en la ciudad, reemplazando a los cónsules, y es el denominado podestà, y que ya existía en Cremona desde 1178 y en Milán en 1186.

## Política comunal en elsigloXIII
Las líneas políticas de la vida urbana en Italia ya habían sido esbozadas y gestadas desde mediados del siglo XI, sobre la base de las controversias políticas internas derivadas del movimiento de reforma monacal, pero estas controversias no consistían meramente en una dicotomía entre lo laico y lo clerical, sino en una lucha por los derechos ciudadanos, especialmente acerca de la propiedad. La querella entre el emperador Federico II y los papas Gregorio IX (1227–1241) e Inocencio IV (1243-1254), sin duda, contribuyó a dar forma a las facciones políticas en el norte de Italia durante el siglo XIII, con la aparición de los partidos papales e imperiales, denominados güelfos y gibelinos respectivamente. En este contexto, las alianzas entre los obispos y las comunas se hicieron más habituales en el siglo XIII, dado que el poder eclesiástico se presentaba como garante de la independencia comunal frente a imperio, mientras que la ideología imperial se impulsaba en gran medida desde el mundo rural, aunque sin excluir, que las controversias con obispos fueron una característica inevitable en la escena urbana italiana.
El conflicto en torno a la Iglesia y el Imperio influyó en los acontecimientos políticos en Italia, pues en las comunas italianas güelfos y gibelinos pugnaron por alcanzar el poder urbano de modo que los que estaban en el poder expulsaban a sus adversarios, destruían sus casas y les confiscaban sus posesiones; pero además bajo estas pugnas subyacían factores locales y regionales. Así tenemos que durante el siglo XIII, Milán, Génova, Bolonia, Perugia y Venecia (que no pertenecía al reino italiano) fueron las principales ciudades güelfas, mientras que Pisa, Cremona, Padua, Módena y Siena, lo fueron del campo gibelino; y la rivalidad de la ciudad contra otra fue un factor importante a para que cada ciudad se adscribiera a un bando determinado: Pavía y Cremona eran gibelinas porque Milán (junto con Brescia y Piacenza) era güelfa; Florencia era güelfa, al ser la cabeza de la Liga Toscana, y Lucca también, ya que necesitaba la protección florentina; en cambio Siena era gibelina, ya que necesitaba el apoyo imperial contra Florencia y su propia nobleza; Pisa era gibelina por hostilidad a Florencia y por requerir ayuda imperial para contrarrestar las glorias marítimas de Génova. Pero el apoyo del papa a las comunas para evitar las intervenciones imperiales en Italia, van a afirmar la independización efectiva de las mismas.

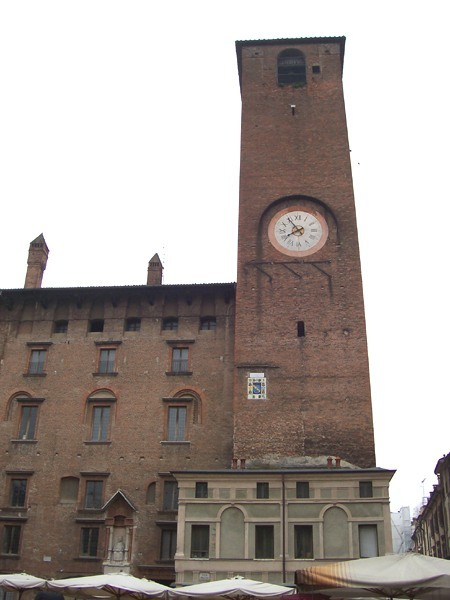
Palazzo del Podestà (Mantua)

No obstante, son las divisiones entre el patriciado terrateniente y el popolo las que caracterizan la política urbana a comienzos del siglo XIII, variando en importancia desde un lugar y momento a otro según las inquietudes respecto de los derechos ciudadanos. Frente a esto, el régimen del Podestà (originado en la segunda mitad del siglo XII por designaciones imperiales), pretendía proporcionar una mayor estabilidad y protección contra la violencia. El podestá era elegido por la Asamblea General del Pueblo (Consejo General), y se encomendaba a un extranjero (de otra comuna), para evitar su involucración en las querellas internas de la ciudad. El podestà controlaba el cumplimiento de la justicia y la ejecución de las leyes, durante un mandato de un año. En la ciudad de Roma, presa de las querellas entre familias nobles, que se saldaba incluso con la expulsión del papa de la ciudad, este cargo se denominaba senador. La preferencia por los funcionarios profesionales, ya en la época de Federico II, apuntaba a prevenir el engrandecimiento militar de un Ezzelino da Romano o un Azzo de Este y para defender los valores comunales.

## Política comunal en los siglosXIVyXV

### El sistema señorial y republicano
En el curso de un largo proceso que se extiende a través de los siglos XIII y XIV, en muchas ciudades del norte y centro de Italia, se originó de las viejas comunas una nueva forma de gobierno, que fue la señoría. A comienzos del siglo XIV, el territorio del regnum italiae estaba compuesto por un mosaico de entidades políticas protectoras de su autonomía y celosas unas de otras: principados eclesiásticos y laicos, de origen feudal; regímenes republicanos de tipo oligárgico permitiendo la participación a ciudadanos privilegiados; y las señorías (signorie), que supuso el gobierno de una persona o una familia sobre una ciudad, sometiendo a la comuna a su autoridad, con el apoyo de su facción y de sus posesiones.

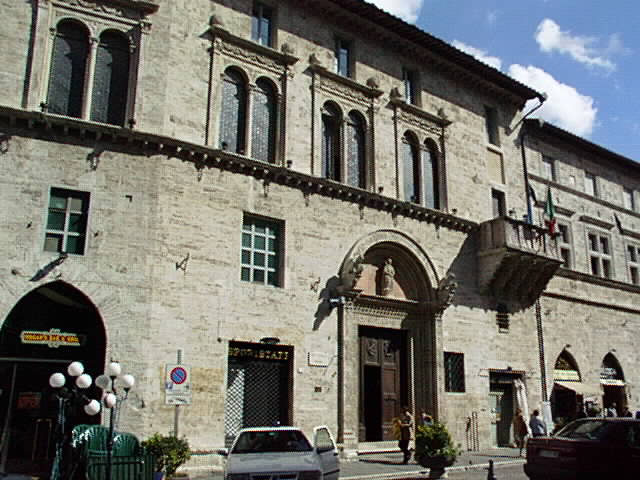
Palazzo del Capitano del Popolo en Perugia.

Las comunas del siglo XIII habían llegado a estar dominadas de forma creciente por los conflictos de la nobleza, que controlaba sus gobiernos, y que significaban un perjuicio a los intereses económicos. Estos conflictos, aunque a menudo motivados por los partidos güelfo y gibelino, de hecho ampliamente reflejaban rivalidades personales, económicas, o de política local, todas enardecidas por ideales de honor caballeresco y en una aceptación común de las tradiciones de vendetta. Como respuesta a esos conflictos, habían surgido dentro de las comunas, el movimiento del popolo: asociaciones de no nobles intentando ganar una variedad de concesiones de la nobleza. Dentro de la condición de popolo, estaban, en primer lugar, aquellos que habían ganado riqueza a través del comercio, banca, ejercitación de una profesión, o poseyendo tierras, y buscaban ser miembros en las oligarquías gobernantes de nobles; el segundo grupo abarcaba miembros prósperos de las clases artesanales o comerciales, quienes mientras no buscaban normalmente buscar una posición directa en el gobierno, buscaban una más satisfactoria administración de las finanzas de la comuna (particularmente una más equitativa distribución de la tributación), una mayor voz en materias que más directamente le afectaban (como por ejemplo las licencias de exportación de comida), y en particular, la administración imparcial de justicia entre el noble y el no-noble. Sobre todo, el popolo (como muchos de la nobleza) deseaba un orden cívico que finalizaría los violentos conflictos partidistas y redujera los efectos de las vendettas de los nobles.
En algunas ciudades, el movimiento del popolo tuvo éxito en llevar a cabo un cambio constitucional. En aquellas comunas donde la nobleza no monopolizaba toda la riqueza y donde el desarrollo del comercio, industria y finanzas había creado una compleja estructura social, las oligarquías existentes aceptaron llegar a acuerdos, formando el gobierno republicano. Esto resultó más fácil cuando el popolo tuvo éxito en finalizar las luchas partidistas tan violentas que podían ser descritas en forma de guerra civil. Aquí, a menudo contra el trasfondo de algún desastre, como una derrota en guerra, llegó a ser normal establecer un concejo del popolo bajo el capitano del popolo, al lado del viejo concejo de la comuna bajo su podestà, como un elemento consultivo en el que era ahora denominado el gobierno del la comuna y el popolo, el podestà se encargaría de la administración mientras el capitano del popolo del orden público, como en Milán, tras la derrota de Cortenuova (1237), los plebeyos temiendo represalias de la nobleza nombraron a Pagano della Torre como capitano del popolo para gobernar junto con el podestà, o en Florencia, una rebelión popular en 1250, sometió a la nobleza gibelina y nombraron un capitano del popolo para gobernar junto con el podestà y un consejo de 12 ancianos. De este modo, se consumó el proceso por el que el poder patriciado de las ciudades italianas fue desplazado por la burguesía mercantil (popolo grasso), ahora en enfrentamiento con los artesanos (popolo minuto) que buscaban la intervención en el gobierno. En Florencia, el popolo, organizado en siete grandes gremios (arti maggiori), asumió el poder en 1282 no simplemente como socio de la comuna de gobierno, sino el elemento dominante dentro de ella, junto otros cinco gremios menores (arti mediane). En Siena, la revuelta de 1315 fue aún un enfrentamiento entre linajes-bando rivales del patriciado: Tolomei contra Salimbene, pero en 1318, los artesanos y mercaderes ricos impedían ya, como nuevo patriciado, el acceso al poder de otros artesanos gremiados.

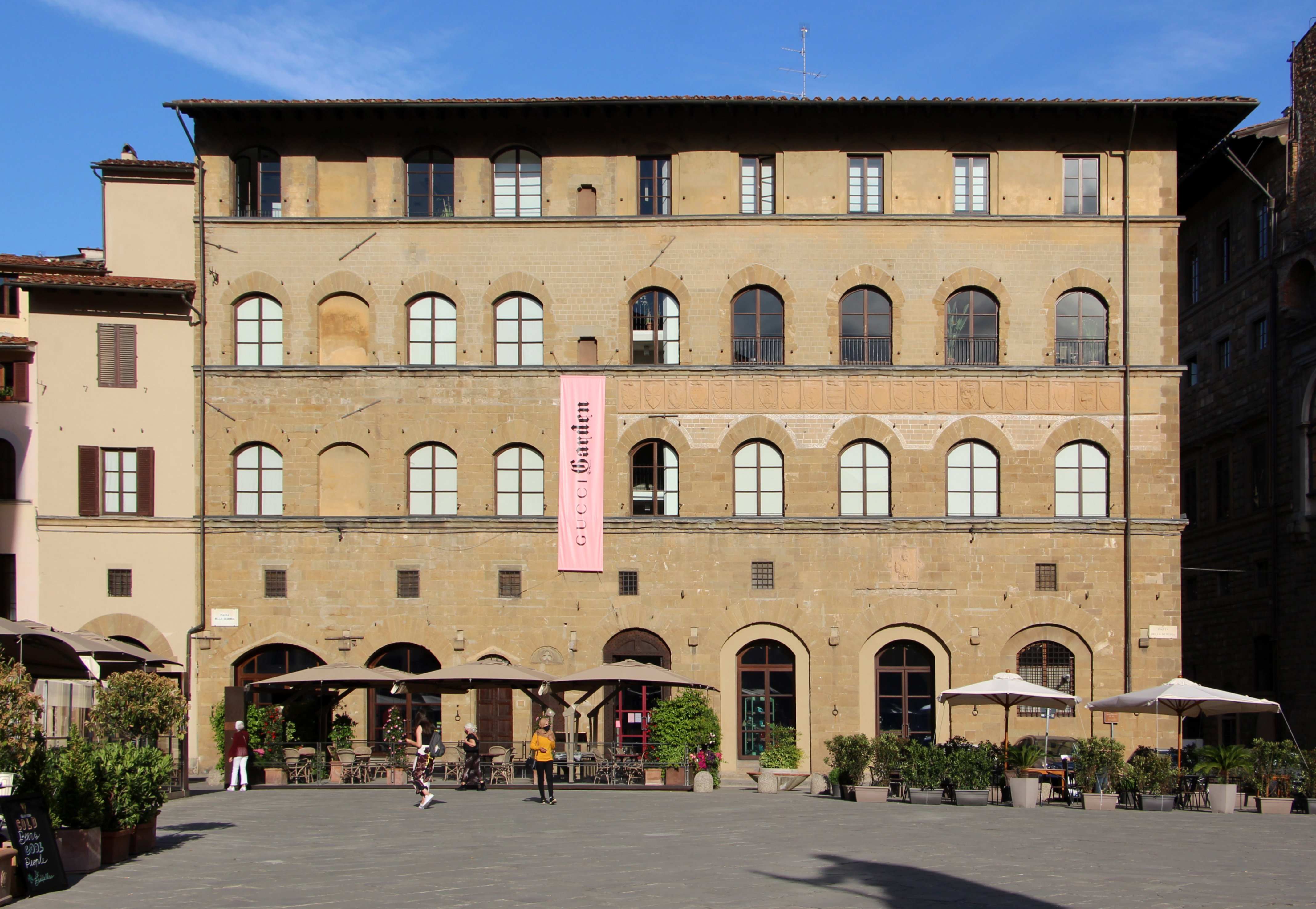
Tribunale di Mercatanzia en Florencia.

Sin embargo, salvo en pocas ciudades, el popolo se demostró incapaz de solucionar el problema del orden público, además la autoridad civil del podestà chocaba con la autoridad militar del capitano del popolo y en esas circunstancias la paz y la tranquilidad de las ciudades tuvo que ser establecida por los signori, quienes eran los líderes más poderosos, y que reunían en su persona todo el poder del Estado. El resultado era que al titular de una elevada magistratura cívica (podestà, capitano del popolo, anziano della credenza,...), que era un órgano de la comuna, o creado expresamente para superar una situación difícil, le fue otorgado por la comuna los poderes inherentes a su cargo, u otros extraordinarios, con la salvedad de que no era solo durante un periodo de unos meses, sino para cinco o diez años, o vitaliciamente. Con lo que el ostentar una alta magistratura de la comuna durante un breve periodo comenzó a desaparecer, y el signore tuvo los medios para consolidar su poder personal y preparar la transmisión de sus poderes a miembros de su familia. Las comunas italianas emplearon a lo largo de los siglos XIII y XIV, la signoria para afrontar la disputas entre poderes locales o como protección de un peligro externo. La señoría podía compartirse con otra señoría en la misma comuna con otras funciones distintas: en Milán, Martino della Torre, cuya familia había ostentado cargos comunales previamente, fue proclamado anziano del popolo, pero en el mismo año de 1259, Oberto Pallavicino fue designado por iniciativa de della Torre, a capitano di popolo; y en 1278 la situación se repitió entre Otón Visconti y el marqués Guillermo VII de Montferrato. Incluso la republicana Florencia, recurrió a señores ante situaciones externas: Carlos de Anjou en 1266 para coordinar a los guelfos ante la conquista del reino siciliano, o Carlos de Calabria en 1325, para oponerse a Castruccio Castracani, señor de Lucca y Pistoia.
Desde la segunda mitad del siglo XIII, habiendo triunfado destruido y exiliado a sus oponentes, estos hombres comenzaron a dar forma institucional a su poder y a pasarlo a sus hijos como un derecho hereditario. Lo que ellos ofrecían a sus ciudadanos sometidos a cambio era la esperanza de eliminar la anárquica violencia civil por el ejercicio de una fuerza superior. Fue en este camino, en el que, en el curso del siglo XIV, comenzó el gobierno permanente y legal por únicas familias. De las instituciones comunales, que ya dominaban y manipulaban, los signori obtenían la legitimidad de sus títulos y acumulaban magistraturas (un ejemplo lo tenemos en Mastino I della Scala, fue elegido podestà de Verona en 1259, y capitán del pueblo en 1262), también la autoridad para controlar las comunas "de acuerdo a su propia voluntad", ejercer poderes extraordinarios y el derecho a transmitir esta concesión a sus sucesores escogidos; y de esta manera se formaron dinastías locales como los Visconti en Milán, los Langoshi en Pavía, los Gonzaga en Mantua, los Este en Ferrara, los della Scala en Verona, los Carrara en Padua o los Rusoni en Como. En definitiva, en el desarrollo de la constitución de las Signorie el primer paso era la elección de un nuevo señor como podestà o capitán del pueblo, pero con competencias y periodo de servicio que excedían a los establecidos en las leyes comunales, el siguiente paso era la elección vitalicia con plenos poderes, el próximo paso era la transferencia de su autoridad señorial a sus herederos a través de elección, aunque dichas elecciones eran una mera formalidad, y el último paso era la elección del señor como gobernante hereditario. Bajo los nuevos regímenes, los concejos de las comunas y el popolo aún permanecieron, pero su papel era limitado a tareas administrativas menores o a una aprobación formal de las decisiones políticas del los signori. Esencialmente, todo lo que permaneció del viejo sistema comunal era su servicio administrativo, un núcleo de expertos notarios quienes mantenían el mecanismo de gobierno en funcionamiento. Sin embargo, su posición no era en absoluto estable, a expensas de la protección de sus tropas mercenarias, la fidelidad de su facción y familiares, el poder de los exiliados o de revueltas urbanas. Por tanto, el éxito en el acceso y extensión de poder de los signori en varias ciudades requería alianzas de conveniencia: los güelfos della Torre se aliaron con el gibelino Pelavicino y alternaron fidelidad entre el bando papal-angevino o al imperial, los gibelinos Visconti eran güelfos en Romaña, los güelfos Estensi encabezaron a gibelinos de Romaña y Bolonia, el güelfo Ghiberto da Correggio gobernó Parma con apoyo gibelino, en la gibelina Pisa, Ugolino della Gherardesca tomó el poder con el apoyo de Florencia, el archienemigo güelfo.
Con el paso del tiempo, estas añagazas legislativas usurpadas dio la apariencia de legitimidad a su gobierno, y durante el siglo XIV, los signori normalmente buscaron legitimación de su poder a través de obtener autorización del emperador o el papa para actuar como vicarios sobre los territorios que sus familias habían heredado el gobierno, y de esta forma se hallaban investidos de poderes autocráticos por una autoridad superior: los Visconti adquirieron el vicariato de Lombardía en 1294, y el de Milán en 1311; Cangrande y Alboino della Scala en 1311; y Luis Gonzaga tras arrebatar el poder a los Bonacolsi en 1328 fue designado capitán del pueblo y al año siguiente el Emperador le designó vicario imperial en un intento de fortalecer a los gibelinos. Dado que el poder de los signori llegó a ser cada vez más afianzado, llegaron a establecer dinastías y adquirir estilo cortesano, y así, durante el siglo XV, estos señoríos hereditarios dieron la impresión de constituir el orden natural en grandes áreas en el norte de Italia.
La disolución del poder imperial con la muerte de Federico II (1250) se dio paso a la difusión de los signori en el norte de Italia. En Milán, con la expulsión de la nobleza en 1257, esta puso sus esperanzas en el gibelino Ezzelino da Romano, lo que entregó la señoría al güelfo Martin della Torre en 1259, gobierno que pasó a sus descendientes, este ejemplo fue seguido por otras ciudades lombardas como Lodi, Novara, Como, Vercelli o Bérgamo, que buscaron protección bajo el dominio de los Torriani, y esta situación se extendió en Lombardía, el gibelino marqués Oberto Pallavicino, vicario imperial en Lombardía, que ya ejercía su poder en Cremona desde 1249, extendió su influencia sobre el resto de Lombardía, como Pavía, Crema, Piacenza, Brescia, Tortona o Alejandría; con la expedición de Carlos de Anjou y su victoria en Benevento, Pelavicino cayó en 1266, los Torriani sufrirían la misma suerte frente a los Visconti en 1277 y en 1311, y durante los siguientes 35 años, los Visconti extendieron su dominio obteniendo el poder en Cremona (1334), Pavía, Lodi, Bérgamo (1332), Como (1335), Piacenza (1337), Tortona, y Parma (1346); por su parte, los Bonacolsi desde 1276 y después, desde 1328 la familia Gonzaga, llegaron a ser los únicos gobernantes de la gibelina Mantua. En la marca trevisana, tras la eliminación de la familia Romano, Verona cayó en poder de la familia gibelina della Scala (o Scaligeri) desde 1259, como hizo Vicenza desde 1312, mientras Padua estaba sujeta a la familia gibelina Carrara (o Carraresi) desde 1318, la familia güelfa Este (Estense), ya establecida en Ferrara en 1208, extendió su poder a Módena (1288) y Reggio (1290) hasta 1306, siendo entonces expulsados de estas dos ciudades. Y en el sector norte de los Estados Pontificios, las ciudades de la Romaña y la Marca de Ancona cayeron a los signori entre 1315 y 1342, como los Polenta en Rávena, los Malatesta en Rímini, los Manfredi en Faenza, los Ordelaffi de Forlì, o los Montefeltro en Urbino, y la misma Roma se la disputaban los Colonna y los Orsini; antes del éxito temporal llevado a cabo en someter a los territorios pontificios por el cardenal Albornoz, el papado concedió mucho de sus territorios a vicarios, incluidos estos signori. Así, entre ca. 1250 y 1350, el norte y el centro de Italia había experimentado una profunda transformación en las formas constitucionales, vida política, y actitudes hacia la autoridad. El gobierno de una ciudad-estado por un solo hombre, no fue visto más como una solución extraña y provisional, sino como un aspecto normal de la vida comunal. A cambio de su poder absoluto, los signori restauraron o crearon armonía dentro de las clases superiores de las ciudades y reconciliaron los intereses del popolo y la nobleza.

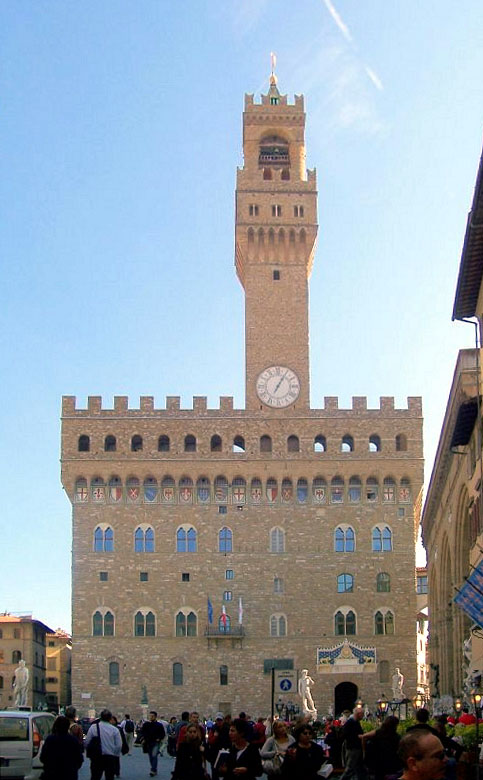
Palazzo Vecchio en Florencia.

Sin embargo, el surgimiento de las signorie, aunque importante, era solo un elemento en la historia constitucional de las ciudades del norte y centro de Italia en el siglo XIV. Fue un movimiento mayormente confinado al Veneto, Lombardía, Emilia y la Marca. En Piamonte, tres grandes potentados locales controlaban el territorio: el príncipe de Acaya y señor de Piamonte, el marqués de Montferrato, y el marqués de Saluzzo; junto con el Conde de Saboya, la Casa de Anjou, y el señor de Milán. En un territorio feudalizado, se desarrollaron las señorías sujetas a la suzeranía de estos príncipes regionales. 
En muchas ciudades de Umbría y Lacio, el papado pudo prevenir su establecimiento. En Toscana, las señorías fueron ampliamente frustradas. Lucca cayó a los signori en la primera mitad del siglo XIV, notablemente con el gobierno de Castruccio Castracani entre 1316 y 1328, pero la ciudad experimentó un fuerte resurgimiento de gobierno republicano de 1369 a 1392. La republicana Florencia experimentó breves interludios de gobierno señorial. Florencia conquistó varios de sus vecinos: Volterra, Prato, Pistoia, San Gimignano, antes que cualquier signorie se originara en ellas. En Liguria, Génova era de continuo inestable a causa de los violentos conflictos de sus casas nobles, más que someterse ella misma a una sola familia, la ciudad oscilaba entre el gobierno comunal y una serie de dictaduras vitalicias, destacando la de Simone Boccanegra. Dos comunas, Siena (al menos durante el siglo XIV) y Venecia, rechazaron el gobierno signorial completamente en beneficio de las instituciones republicanas.
Por tanto, durante el siglo XIV, partes sustanciales de Italia permanecieron fuera del control de signori. Al lado de los nuevos principados señoriales, había algunos gobiernos comunales, como los de Venecia y Florencia, dos de las ciudades más poderosas en la península, que se desarrollaron como poderosos estados territoriales con tradiciones republicanas muy fuertes. Las repúblicas como gobierno oligárquico de los mercaderes ricos y gremios poderosos, sobrevivieron en parte porque era mucho más difícil para los signori apoderarse del control de una oligarquía patricia de banqueros y comerciantes, que dominar una sociedad consistente en terratenientes, artesanos y trabajadores rurales, aunque tenían que hacer frente a las revueltas de los excluidos del gobierno (popolo minuto) como la de Siena de 1368 y 1385 o la de los Ciompi en Florencia de 1378. Las sociedades con economías sumamente desarrolladas eran mucho menos dóciles con el control principesco. En las repúblicas, una economía que sería amenazada por la desunión interna, una clase dirigente unida al menos en su búsqueda de ventaja comercial ayudaba a asegurar la preservación del orden público y a rechazar de cualquier individuo o familia buscando la dominación política.

### La guerra y loscondottieri
Entrado ya el siglo XIV, la próspera economía italiana se enfrentó a desafíos severos, por un lado, las hambrunas que afectaron la mayor parte de Italia en los años 1339-40, 1346-47, 1352-53, y 1374-75, y por otro a una extensión general y la intensificación de guerra. La difusión de la ballesta durante el siglo XIII obligó a los caballeros montados a adoptar la armadura más pesada para la mejor protección contra las flechas, así como de necesitar una mayor cantidad de caballos, de esta forma, la guerra se hizo más cara y profesionalizada, con lo que se hicieron necesarias las tropas mercenarias para sumarse o reemplazar a las milicias ciudadanas. Pero no solo esto, la desaparición del gobierno comunal en beneficio de los signori, provocó que fueran desapareciendo también las milicias comunales con que las ciudades habían defendido sus libertades, y que los señores contrataran tropas mercenarias. En el siglo XIV, los Estados italianos emplearon estas tropas, pero no reclutando individualmente, sino estableciendo un contrato (condotta) con un particular (condottiere), quien era el encargado de aportar una mesnada de varios miles de soldados en tiempo de guerra para auxiliar a un determinado territorio. Sin embargo, dadas las dificultades para controlar a estos líderes militares, puesto que se temía que podrían asumir el control del Estado, se hizo común, desde la década de 1330, negociar con condottieri no italianos.

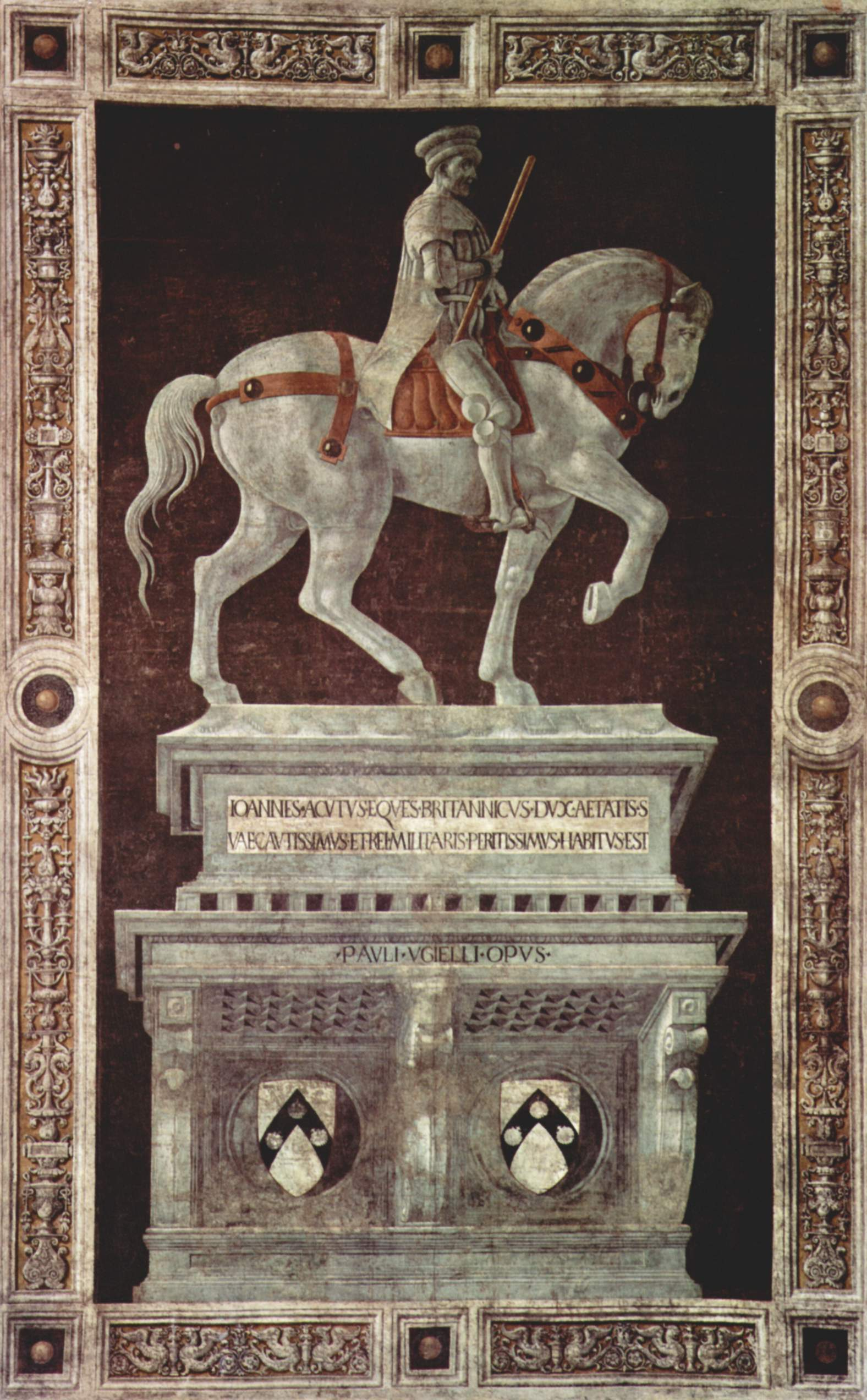
Monumento Funerario (o Monumento Ecuestre) a John Hawkwood (1436) en la basílica Santa María del Fiore de Florencia, por Paolo Uccello.

Las expediciones de Enrique VII, Luis IV y Juan de Bohemia habían traído bandas alemanas, que fueron fácilmente convencidas para permanecer en el rico territorio italiano. Las ciudades descubrieron rápidamente la ventaja de emplear estos mercenarios extranjeros, pero indiferentes a la causa que les pagaba se encargaban también de realizar pillaje sobre el territorio. Antes de la mitad del siglo XIV, los mercenarios extranjeros adoptaron un nuevo sistema de acción, agrupando bandas y formando compañías, que cuando no estaban a servicio de ningún poder, invadían distintos estados sometiéndolos a pillaje y depredación, o los chantajeaban por su inacción. La compañía de Werner de Urslingen, englobó aproximadamente 10.000 tropas y 20.000 simpatizantes y tenía su propio consejo de gobierno, consultivo, burocracia, y política exterior. Estas compañías extranjeras, como las de John Hawkwood, Albrecht Sterz o Hannekin Baumgarteny, dominaron la guerra en Italia, y como sistemas administrativos portátiles, eran capaces de chantajear a sus antiguos empleadores.
Estos cambios en el modo de llevar a cabo la guerra conllevaron un expansión del poder de los gobiernos. Las descentralizadas comunas del siglo XIII, con una administración y tributación débiles dieron paso en el siglo XIV a repúblicas y señorías con un control político mucho más fuerte, con ingresos de impuestos de propiedad, gabelas, y préstamos forzados (prestanze), y la gestión de una deuda pública. Además, los cambios derivados de las necesidades de provisión de alimentos, guerra, y tributación, produjeron un crecimiento considerable en la burocracia, tanto en las instituciones como en los funcionarios; todo lo cual, a su vez, retroalimentó que las guerras pudieran ser llevadas a mayor escala, con mayor gasto de riqueza. 
El resultado fue que el colapso se produjo en la década de 1340, con el comercio con Francia interrumpido por la Guerra de los Cien Años, la quiebra de bancos, especialmente los florentinos, en 1343 el Peruzzi, en 1345 el Acciaiuoli, y en 1346 el Bardi. A esto se añadió la llegada de la Peste Negra a Messina a principios de octubre de 1347, la cual alcanzó Génova y Pisa hacia enero de 1348, y Venecia por febrero, y de estos puertos la plaga se extendió por la península italiana y el resto de Europa, intensificándose en muchas partes de la península, tanto en ciudad como en el campo, en 1361–62, 1363, 1371, 1373–74, 1382–83, 1398–1400, 1407, y 1410–12, causando una pérdida de población entre un tercio y la mitad de la población.

## La formación de los principados territoriales italianos
Desde el último tercio del siglo XIII, en un contexto en el que los soberanos alemanes estaban ausentes de Italia y en el que los angevinos se hallaban enzarzados en guerra con los aragoneses, los señores locales comenzaron a extender sus dominios a las comunas vecinas: los Este a Módena (1288) y Reggio (1289) y potencialmente a Mantua, Padua, Parma y Bolonia; los della Torre y Visconti a Novara y Vercelli, Como, Bérgamo, Pavía; y otros déspotas menores como los Montefeltro, Polenta y Malatesta en competición por territorios en Romaña y la Marca. Este proceso de enfrentamientos entre las distintas ciudades italianas va a generar la creación de Estados regionales a lo largo de los siglos XIV y XV. Durante este periodo, la fragmentación e inestabilidad heredada del periodo comunal fue superada por la formación de divisiones políticas más estructuradas y coherentes y con mayor amplitud territorial, esto es, las ciudades más poderosas se aseguraron el control de sus vecinas. 
Sin embargo, en la formación de los nuevos Estados a lo largo de los siglos XIV y XV, estos no eran más que el agregado de antiguas comunas subordinadas a una ciudad dominante tanto en régimen señorial como republicano, de forma que esta nueva situación política no alteró sustancialmente la naturaleza del antiguo orden territorial. Una ciudad dominante, como Milán, desarmó pero no disolvió las instituciones municipales de las demás ciudades; con lo cual, pese a cambiar el estandarte y la guarnición, la vida municipal de estas ciudades subordinadas no se vio profundamente alterada, y en el caso de Florencia, esta ciudad nombraba a florentinos en los puestos de gobierno de sus núcleos urbanos subordinados.
Como consecuencia de esta fragmentación heredada, se condicionó la dinámica de la formación territorial del Estado principesco en esta época, afectado por cambios como adquisiciones y pérdidas territoriales, o repartición entre herederos. Estos cambios afectaban al bloque de ciudad con su contado, sobre el que el núcleo urbano venía a ser señor colectivo, y aún evidenciaron un límite inestable y flexible de dominio durante unos 150 años. En especial, estos cambios fueron más acusados tanto más cuando se refieren a principados que no se gestaron en torno a un gran centro urbano sino a la figura de un señor, como ocurrió en los Estados Pontificios o en Piamonte, donde la adquisición territorial no se hacía sobre ciudades con su definido contado, sino sobre castillos, señoríos feudales o pequeños núcleos urbanos, y así por ejemplo, el ducado de Urbino, expandido desde la señoría de Montefeltro, contaba a finales del siglo XV un superficie equivalente al contado de un ciudad lombarda; por el contrario, las zonas de Lombardía y valle del Po mantuvieron una mayor estabilidad, donde las viejas comunas fueron transformadas en provincias del nuevo Estado, y en la que la ciudad (el núcleo urbano) era la capital de la provincia, y en el que su territorio (contado) mantuvo su sujeción.
En la realidad del entramado político italiano, la posición del emperador (o el rey de Romanos) se mostraba al ser requerido por las repúblicas urbanas y signori para obtener una concesión imperial de jurisdicción: las repúblicas urbanas buscaban confirmación e libertades, y los signori legitimar sus regímenes o romper sus vínculos constitucionales con la comuna. Cuando Carlos IV bajó a Italia en 1355, evidenció que la autoridad imperial aún existía y era válida, pues las repúblicas urbanas compraron y obtuvieron del emperador los privilegios que confirmaran sus libertades, y así Florencia pagó 100.000 florines, lo que suponía el reconociendo la superioridad formal de la jurisdicción imperial; pero también las peticiones de vicariatos de los regímenes señoriales manifestaron también la validez de la jurisdicción imperial en Italia. La campaña de Carlos IV en Italia de 1368 prosiguió esta tendencia. La ruptura de los orígenes democráticos de los signori debía ser sancionada y legitimada por los emperadores, lo que alteró la base del poder político de las ciudades italianas, pues se liberó a estos gobernantes de posibles restricciones populares, y de esta manera se les proporcionó libertad de acción para desarrollar sus ambiciones dinásticas en una expansión territorial cuya consecuencia era la guerra con otros territorios italianos. El proceso culminó con el rey de Romanos Wenceslao de Luxemburgo, al garantizar un ducado imperial a Gian Galeazzo Visconti en 1395. Esta concesión de jurisdicción fue considerada tan legítima tanto en Alemania, en donde los electores renanos lo consideraron una razón fundamental para deponer al rey de Romanos en 1400, y también en Italia, en donde se elevó a los Visconti a un nivel de magnificencia sobre los otros signori que eran simplemente vicarios. Este ennoblecimiento sería continuado por el emperador Segismundo de Luxemburgo al designar a Amadeo VIII de Saboya como duque de Saboya en 1416, y a Gianfrancesco Gonzaga como marqués de Mantua en 1433; y también por el emperador Federico III al designar en 1452 a Borso de Este como duque de Módena y Reggio. Estas investiduras prosiguieron con los emperadores sucesivos y ratificaron los gobiernos hereditarios.

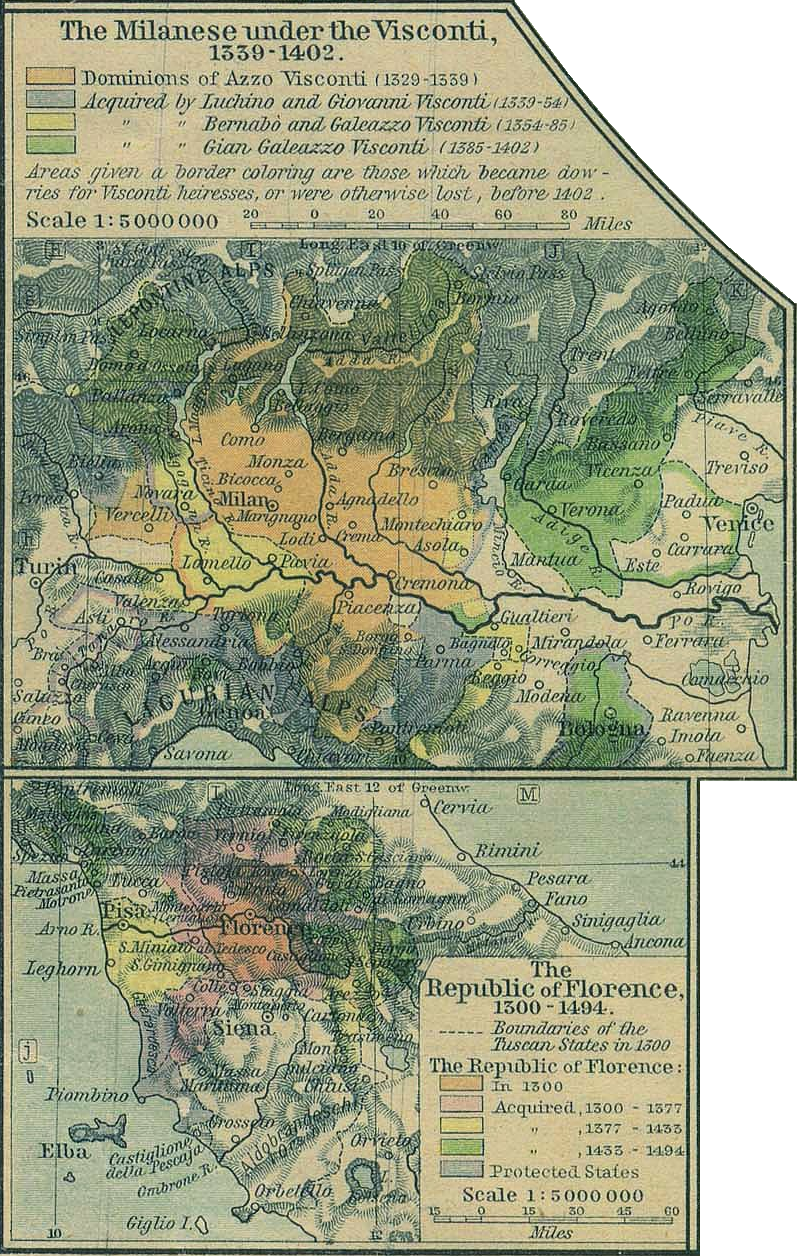
Expansión de Milán (1339-1402) y Florencia (1300-1494).

La formación de los Estados territoriales dio como resultado en el siglo XV a los siguientes territorios:
En Piamonte, la Casa de Saboya, en sus bases de Maurienne, Turín, Susa, Tarentaise se había configurado en un poder dominante al extenderse a lo largo del siglo XIV por Italia y el Arelato: Aosta, Bresse, Faussigny, Gex, Vaud, Bugey, Valromey, Condado de Niza, Ventimiglia, Trenda, Beuil, Villafranca, Barceloneta, Genovesado, Vercelli, los territorios angevinos piamonteses denominados condado de Piamonte, cedidos por Luis de Anjou a Amadeo VI de Saboya, a los que se añadieron en 1418, los territorios del señorío de Piamonte que revirtieron de la rama colateral de Saboya-Acaya. En 1416, Segismundo de Luxemburgo, rey de Romanos, invistió a la casa de Saboya como duques. Vecinos a Saboya, la Casa de los Aleramici estaba dividida entre los marquesados de Saluzzo, Incisa y Montferrato, en esta última, desde 1305, con una rama colateral de los Paleólogo. Génova poseía en la tierra firme la costa ligur desde Ventimiglia hasta Sarzana, debido a su inestabilidad se sometía durante un periodo de tiempo a un señor extranjero: a Milán en 1353, a Francia en 1396, Montferrato en 1409, Milán en 1421 y de nuevo en 1458. 
El Milanesado, señorío de los Visconti, elevado a ducado en 1395 por el rey de Romanos, Wenceslao de Luxemburgo. Entre el río Sesia y el Adda, el ducado comprendía los territorios de Milán, Pavía, Lodi, Cremona, Parma, Plasencia, Alejandría, Tortona, Novara, Como, Bellinzona, el condado de Anghiera, Gera d'Adda y llegó a extenderse entre el Sesia, los Alpes, el Brenta y el Po, y también a Siena y Pisa, y territorios pontificios como Bolonia. Al este limitaba con Venecia, que se había extendido hacia el Adda y comprendía el Dogado] (las lagunas y el litoral adriático entre el Adigio y el Piave), Friul arrebatado en 1421 al patriarca de Aquileya, la marca trevisana (con las ciudades de Cadore, Belluno, Feltre y Treviso) arrebatada a los della Scala en 1387, y el territorio de Padua quitado a Carrara en 1388 e incorporado en 1405 junto con Vicenza y Verona, a los que se añadieron en 1428 Brescia, Bérgamo, Crema cedidos por el duque de Mián, y también Cervia y Rávena arrebatados a los Polenta (1440).
En Mantua, el emperador Luis IV confirmó a la casa Gonzaga (1329) el vicariato imperial,Leibniz, Gottfried Wilhelm (1984). Saemtliche Schriften Und Briefe. Akademie Verlag. p. 167. ISBN 9783050015705. (enlace roto disponible en Internet Archive; véase el historial, la primera versión y la última). y el emperador Carlos IV les reconoció Reggio en 1354, pero fue perdida en 1371. Un año después de haberles concedido la dignidad de príncipes del Imperio, el emperador Segismundo de Luxemburgo elevó Mantua a un marquesado en 1433, comprendiendo también los señoríos de Sabionetta y Bozzolo, y en 1530 elevado a ducado por el emperador Carlos V. La Casa de Este gobernaba en Módena, Reggio, Ferara, y el Polesino. Borso e Este obtuvo de Federico III el título de duque de Módena y Reggio y conde de Rovigo (1452) al que Paulo III añadió el de duque de Ferrara (1471).
En Toscana, la república de Florencia logró someter a Pisa, Volterra, Arezzo, Liorna y Pistoia. Vecinos a ella, estaban el señorío de Piombino (elevado a principado en 1594 por el emperador Rodolfo II) y la repúblicas de Lucca y de Siena. Más al sur, los Estados de la Iglesia, comprendían desde Bolonia a Terracina y desde Ancona a Civittavecchia, comprendiendo la Romaña, la marca de Ancona, el ducado de Espoleto, y el Patrimonio de San Pedro, más la ciudad de Benevento.
Otros pequeños territorios eran la señoría de Mónaco en poder de los Grimaldi. Los Malaspina detentaban el marquesado de Massa y el señorío de Carrara, convertidos en 1568 en principado de Massa y marquesado de Carrara por el emperador Maximiliano II, y en 1663 en ducado de Massa y principado de Carrara por el emperador Leopoldo I. ducado de Massa y marquesado de Carrara La familia Pico gobernaba el señorío de Mirandola y condado de Concordia, finalmente convertido en ducado de Mirandola y marquesado de Concordia en 1619 por el emperador Fernando II.